# Titus Bramble
Titus Malachi Bramble (Ipswich, 31 juli 1981) is een Engels betaald voetballer. Hij speelde van 2010 tot 2013 als verdediger bij Sunderland AFC, dat zijn contract niet verlengde. Eerder speelde bij onder meer bij Ipswich Town, Newcastle United en Wigan Athletic. Tevens kwam hij 10 keer uit voor het Engels voetbalelftal onder 21, waar hij een keer tot doel trof. Anno 2014 is hij clubloos.

## Clubvoetbal
Bramble begon zijn loopbaan als profvoetballer in het seizoen 1998/1999 bij Ipswich Town in de Football League First Division. Hij debuteerde in een wedstrijd tegen Sheffield United. In het daaropvolgende seizoen speelde hij op huurbasis voor Colchester United. Vervolgens werd hij voor aanvang van het seizoen 2002/03 voor £6 miljoen verkocht aan Newcastle United. In juni 2007 werd Bramble gecontracteerd door Wigan Athletic, waar hij een contract tot 2010 tekende. Op 23 juli 2010 werd hij aangetrokken door Sunderland AFC, de verdediger tekende er een driejarig contract. Hij scoorde zijn eerste doelpunt voor Sunderland tegen Stoke City op 18 september 2011.

## Clubstatistieken
| seizoen | club                | land     | competitie          | duels | goals |
| ------- | ------------------- | -------- | ------------------- | ----- | ----- |
| 1998/99 | Ipswich Town        | Engeland | Championship        | 4     | 0     |
| 1999/00 | Ipswich Town        | Engeland | Championship        | 0     | 0     |
| 1999/00 | → Colchester United | Engeland | Football League One | 2     | 0     |
| 2000/01 | Ipswich Town        | Engeland | Premier League      | 26    | 1     |
| 2001/02 | Ipswich Town        | Engeland | Premier League      | 18    | 0     |
| 2002/03 | Newcastle United    | Engeland | Premier League      | 16    | 0     |
| 2003/04 | Newcastle United    | Engeland | Premier League      | 29    | 0     |
| 2004/05 | Newcastle United    | Engeland | Premier League      | 19    | 1     |
| 2005/06 | Newcastle United    | Engeland | Premier League      | 24    | 2     |
| 2006/07 | Newcastle United    | Engeland | Premier League      | 17    | 0     |
| 2007/08 | Wigan Athletic      | Engeland | Premier League      | 26    | 2     |
| 2008/09 | Wigan Athletic      | Engeland | Premier League      | 35    | 1     |
| 2009/10 | Wigan Athletic      | Engeland | Premier League      | 35    | 2     |
| 2010/11 | Sunderland AFC      | Engeland | Premier League      | 23    | 0     |
| 2011/12 | Sunderland AFC      | Engeland | Premier League      | 8     | 1     |
| 2012/13 | Sunderland AFC      | Engeland | Premier League      | 16    | 0     |
| Totaal  | Totaal              | Totaal   | Totaal              | 298   | 10    |